# Planeta hipotético
Un planeta hipotético u objeto planetario hipotético es un planeta o cuerpo similar cuya existencia no ha sido demostrada, pero ha sido especulada o teorizada por alguien.
- Para planetas hipotéticos del Sistema Solar ver: Objetos hipotéticos del sistema solar.
- Para objetos que se postularon entre las órbitas de Marte y Júpiter ver: Quinto planeta (hipotético).
  - Faetón (planeta).
  - Planeta V.
- Para el planeta hipotético más allá de Neptuno ver: Planeta Nueve.
- Para planetas extrasolares cuya existencia haya sido teorizada o no haya podido ser demostrada, ver: Planeta extrasolar hipotético.

- Datos: Q1974542